# Sri-lankische Cricket-Nationalmannschaft in Indien in der Saison 2021/22
Die Tour der sri-lankischen Cricket-Nationalmannschaft nach Indien in der Saison 2021/22 fand vom 24. Februar bis zum 14. März 2022 statt. Die internationale Cricket-Tour war Bestandteil der Internationalen Cricket-Saison 2021/22 und umfasste zwei Tests und drei Twenty20s. Die Tests sind Bestandteil der ICC World Test Championship 2021–2023. Indien gewann die Test-Serie 2–0 und die Twenty20-Serie 3–0.

## Vorgeschichte
Indien spielte zuvor eine Tour gegen die West Indies, Sri Lanka in Australien. Das letzte Aufeinandertreffen der beiden Mannschaften bei einer Tour fand in der Saison 2021 in Sri Lanka statt.

## Stadien
Die folgenden Stadien wurden für die Tour als Austragungsort vorgesehen und am 15. Februar 2022 bekanntgegeben.
| Stadion                                                      | Stadt      | Kapazität | Spiele      |
| ------------------------------------------------------------ | ---------- | --------- | ----------- |
| M. Chinnaswamy Stadium                                       | Bengaluru  | 42.000    | 2. Test     |
| Himachal Pradesh Cricket Association Stadium                 | Dharamsala | 23.000    | 2. & 3. T20 |
| Bharat Ratna Shri Atal Bihari Vajpayee Ekana Cricket Stadium | Lucknow    | 50.000    | 1. T20      |
| Punjab Cricket Association Stadium                           | Mohali     | 35.000    | 1. Test     |

## Kaderlisten
Indien benannte seine Kader am 19. Februar 2022.
Sri Lanka benannte seinen Twenty20-Kader am 21. Februar und seinen Test-Kader am 25. Februar 2022.
| Test | Test | Twenty20 | Twenty20 |
| Indien | Sri Lanka | Indien | Sri Lanka |
| --- | --- | --- | --- |
| - Rohit Sharma (K) - Jasprit Bumrah (VK) - Mayank Agarwal - Ravichandran Ashwin - K. S. Bharat (wk) - Shubman Gill - Shreyas Iyer - Ravindra Jadeja - Virat Kohli - Saurabh Kumar - Priyank Panchal - Rishabh Pant (wk) - Axar Patel - Mohammed Shami - Mohammed Siraj - Hanuma Vihari - Jayant Yadav - Kuldeep Yadav - Umesh Yadav | - Dimuth Karunaratne (K) - Dhananjaya de Silva (VK) - Charith Asalanka - Dushmantha Chameera - Dinesh Chandimal - Niroshan Dickwella - Lasith Embuldeniya - Vishwa Fernando - Praveen Jayawickrama - Chamika Karunaratne - Lahiru Kumara - Suranga Lakmal - Angelo Mathews - Kusal Mendis - Pathum Nissanka - Lahiru Thirimanne - Jeffrey Vandersay | - Rohit Sharma (K) - Jasprit Bumrah (VK) - Mayank Agarwal - Ravi Bishnoi - Yuzvendra Chahal - Deepak Chahar - Ruturaj Gaikwad - Deepak Hooda - Shreyas Iyer - Venkatesh Iyer - Ravindra Jadeja - Avesh Khan - Ishan Kishan (wk) - Bhuvneshwar Kumar - Harshal Patel - Sanju Samson (wk) - Mohammed Siraj - Kuldeep Yadav - Suryakumar Yadav | - Dasun Shanaka (K) - Charith Asalanka (VK) - Dushmantha Chameera - Dinesh Chandimal (wk) - Ashian Daniel - Binura Fernando - Shiran Fernando - Danushka Gunathilaka - Wanindu Hasaranga - Praveen Jayawickrama - Chamika Karunaratne - Lahiru Kumara - Janith Liyanage - Kusal Mendis - Kamil Mishara - Pathum Nissanka - Maheesh Theekshana - Jeffrey Vandersay |

## Twenty20 Internationals

### Erstes Twenty20 in Lucknow
| 24. Februar Scorecard | Lucknow | Indien 199-2 (20)          | – | Sri Lanka 137-6 (20) |
|                       |         | Indien gewinnt mit 62 Runs |   |                      |

Sri Lanka gewann den Münzwurf und entschied sich als Feldmannschaft zu beginnen. Die Indischen Eröffnungs-Batter Rohit Sharma und ishan Kishan konnten eine Partnerschaft über 111 Runs aufbauen. Nachdem Sharma nach 44 Runs sein Wicket verloren hatte, kam Shreyas Iyer aufs Feld. Im 17. Over verlor auch Kishan nach 89 Runs sein Wicket und Iyer konnte mit einem Fifty über 57* Runs das Innings beenden. Die Wickets für Sri Lanka erzielten Dasun Shanaka und Lahiru Kumara. Nachdem für Sri Lanka Kamil Mishara 13 und Janith Liyanage 11 Runs erzielt hatten, konnte sich Charith Asalanka etablieren. An seiner Seite erreichte Dinesh Chandimal 10 Runs und Chamika Karunaratne 21 Runs, bevor er zusammen mit Dushmantha Chameera das Innings beendete. Asalanka erreichte dabei ein Half-Century über 53* Runs und Chameera 24* Runs, was jedoch nicht zum einholen der Vorgabe ausreichte. Beste Bowler für Indien waren Bhuvneshwar Kumar mit 2 Wickets für 9 Runs und Venkatesh Iyer mit 2 Wickets für 36 Runs. Als Spieler des Spiels wurde Ishan Kishan ausgezeichnet.

### Zweites Twenty20 in Dharamsala
| 26. Februar Scorecard | Dharamsala | Indien 183-5 (20)            | – | Sri Lanka 186-3 (17.1) |
|                       |            | Indien gewinnt mit 7 Wickets |   |                        |

Indien gewann den Münzwurf und entschied sich als Feldmannschaft zu beginnen. Für Sri Lanka konnten die Eröffnungs-Batter Pathum Nissanka und Danushka Gunathilaka eine Partnerschaft über 67 Runs erzielen. Nachdem Gunathilaka nach 38 Runs sein Wicket verlor schieden an der Seite von Nissanka mehrere Batter nach kurzer Zeit aus. Erst Kapitän Dasun Shanaka konnte sich etablieren. Nach einer Partnerschaft über 58 Runs schied Nissanka im vorletzten Over nach einem Fifty über 75 Runs aus. Shanaka beendete das Innings ungeschlagen mit 47* Runs. Fünf indische Bowler konnten jeweils ein Wicket erzielen. Für Indien konnte Eröffnungs-Batter Ishan Kishan zunächst 16 Runs an der Seite des sich etablierenden dritten Schlagmann’s Shreyas Iyer erreichen. Für ihn kam Sanju Samson aufs Feld, der zusammen mit Iyer eine Partnerschaft über 84 Runs erzielte. Nach dem Ausscheiden von Samson nach 39 Runs konnte Iyer zusammen mit Ravindra Jadeja die Vorgabe von Sri Lanka im 18. Over einholen. Iyer erzielte dabei ein Half-Century über 74 Runs, Jadeja erreichte 45 Runs. Bester sri-lankischer Bowler war Lahiru Kumara mit 2 Wickets für 31 Runs. Als Spieler des Spiels wurde Shreyas Iyer ausgezeichnet.

### Drittes Twenty20 in Dharamsala
| 27. Februar Scorecard | Dharamsala | Sri Lanka 146-5 (20)         | – | Indien 148-4 (16.5) |
|                       |            | Indien gewinnt mit 6 Wickets |   |                     |

Indien gewann den Münzwurf und entschied sich als Feldmannschaft zu beginnen. Sri Lanka verlor früh seine Eröffnungs-Batter und erst der fünfte Schlagmann Dinesh Chandimal konnte sich zusammen mit Kapitän Dasun Shanaka etablieren. Chandimal schied nach 22 Runs aus und wurde gefolgt von Chamika Karunaratne. Bis zum Ende des Innings konnte Shanaka ein ungeschlagenes Half-Century über 74* Runs erzielen und
Karunaratne stand zu diesem Zeitpunkt bei 12* Runs. Bester Bowler für Indien war Avesh Khan mit 2 Wickets für 23 Runs. Der indische Eröffnungs-Batter Sanju Samson konnte mit dem dritten Schlagmann Shreyas Iyer eine Partnerschaft über 45 Runs aufbauen, bevor er nach 18 Runs ausschied. An der Seite von Iyer konnte dann Deepak Hooda 21 Runs erreichen, bevor er mit Ravindra Jadeja die Vorgabe von Sri Lanka im 17. Over einholte. Iyer hatte dabei ein Fifty über 73* Runs erreicht, Jadeja 22 Runs. Bester sri-lankischer Bowler war Lahiru Kumara mit 2 Wickets für 39 Runs. Als Spieler des Spiels wurde Shreyas Iyer ausgezeichnet.

## Tests

### Erster Test in Mohali
| 4. – 6. März Scorecard | Mohali | Indien 574-8 (129.2)                          | – | Sri Lanka 174 (65) & 178 (60) (f/o) |
|                        |        | Indien gewinnt mit einem Innings und 222 Runs |   |                                     |

Indien gewann den Münzwurf und entschied sich als Schlagmannschaft zu beginnen. Nachdem die Eröffnungs-Batter Rohit Sharma 29 Runs und Mayank Agarwal 33 Runs erreichten, konnten Hanuma Vihari und Virat Kohli eine Partnerschaft über 90 Runs erzielen. Kohli schied nach 45 Runs aus und kurz darauf auch Vihari nach einem Half-Century über 58 Runs. Daraufhin konnte sich Rishabh Pant etablieren und an seiner Seite Shreyas Iyer 27 Runs erzielen. Nachfolgend kam Ravindra Jadeja aufs Feld und erzielte zusammen mit Pant eine Partnerschaft über 104 Runs. Pant verlor sein Wicket nach 96 Runs und der Tag endete beim Stand von 357/6. Der hineinkommende Ravichandran Ashwin konnte an der Seite von Jadeja ein Half-Century über 61 Runs erzielen. Jadeja erhöhte zusammen mit Mohammed Shami die Run-Zahl auf 574 Runs, bevor Indien deklarierte. Jadeja hatte zu diesem Zeitpunkt ein Century über 175* Runs aus 228 Bällen erreicht und Shami 20* Runs. Für Sri Lanka konnten drei Spieler jeweils 2 Wickets erzielen: Suranga Lakmal für 90 Runs, Vishwa Fernando für 135 Runs und Lasith Embuldeniya für 188 Runs. Sri Lanka begann mit Kapitän Dimuth Karunaratne und Lahiru Thirimanne am Schlag, die zusammen 48 Runs erreichten. Thirimanne schied nach 17 Runs aus und wurde durch Pathum Nissanka gefolgt, der sich etablieren konnte. Karunaratne verlor nach 28 Runs sein Wicket und an der Seite von Nissanka konnte Angelo Mathews 22 Runs erzielen. Kurz danach endete der Tag beim Stand von 108/4. Am dritten Tag konnte Charith Asalanka 29 Runs erzielen, jedoch kein weiterer Batter mehr neben Nissanka einen nennenswerten Anteil leisten. So endete das Innings nach 174 Runs, als Nissanka ein Half-Century über 61* Runs erreicht hatte. Bester indischer Bowler war Ravindra Jadeja mit 5 Wickets für 41 Runs. Indien forderte das Follow-on ein und so begann Sri Lanka mit ihrem zweiten Innings. In diesem konnte Dimuth Karunaratne mit Angelo Mathews eine erste Partnerschaft aufbauen. Karunaratne verlor sein Wicket nach 27 Runs und der hineinkommende Dhananjaya de Silva erreichte mit Mathews eine Partnerschaft über 49 Runs. De Silva schied nach 30 Runs aus und Charith Asalanka erreichte an der Seite von Mathews 20 Runs. Kurz nach dessen Ausscheiden verlor auch Mathews nach 28 Runs sein Wicket. Neben dem neu hineinkommenden Niroshan Dickwella konnte sich kein Spieler mehr etablieren und als das letzte Wicket fiel, hatte Dickwella ein Fifty über 51* Runs erzielt. Damit war die Inningsniederlage für Sri Lanka erfolgt. Beste Bowler für Indien waren Ravindra Jadeja mit 4 Wickets für 46 Runs und Ravichandran Ashwin mit 4 Wickets für 47 Runs. Als Spieler des Spiels wurde Ravindra Jadeja ausgezeichnet.

### Zweiter Test in Bengaluru
| 12. – 14. März Scorecard | Bengaluru | Indien 252 (59.1) & 303-9d (68.5) | – | Sri Lanka 109 (35.5) & 208 (59.3) |
|                          |           | Indien gewinnt mit 238 Runs       |   |                                   |

Indien gewann den Münzwurf und entschied sich als Schlagmannschaft zu beginnen. Von den indischen Eröffnungs-Battern konnte Rohit Sharma 15 Runs erreichen, bevor Hanuma Vihari und Virat Kohli eine Partnerschaft über 47 Runs erreichten. Vihari schied nach 31 Runs aus und kurz darauf Kohli nach 23 Runs. In der Folge etablierte sich Shreyas Iyer und an seiner Seite konnte Rishabh Pant 39 Runs und Ravichandran Ashwin 13 Runs erreichen. Iyer verlor das letzte Wicket nach einem Half-Century über 92 Runs. Beste Bowler für Sri Lanka waren Praveen Jayawickrama mit 3 Wickets für 81 Runs und Lasith Embuldeniya mit 3 Wickets für 94 Runs. Für Sri Lanka konnte sich erst der vierte Schlagmann Angelo Mathews etablieren und an seiner Seite Dhananjaya de Silva 10 Runs erreichen. Matthews verlor sein Wicket nach 43 Runs und kurz darauf endete der Tag beim Stand von 86/6. Am zweiten Tag konnte Niroshan Dickwella noch 21 Runs erzielen, bevor er sein Wicket verlor und Sri Lanka das Innings mit einem Rückstand von 143 Runs beendete. Bester Bowler für Indien war Jasprit Bumrah mit 5 Wickets für 24 Runs. Indien begannen ihr zweites Innings mit einer Partnerschaft von 42 Runs zwischen Mayank Agarwal und Kapitän Rohit Sharma. Agarwal schied nach 22 Runs aus und wurde durch Hanuma Vihari ersetzt. Nachdem Sharma nach 46 Runs und Vihari nach 35 Runs ausschieden konnte Rishabh Pant ein Half-Century über 50 Runs erreichen. Daraufhin erzielten Shreyas Iyer und Ravindra Jadeja eine Partnerschaft über 63 Runs, bevor Jadeja nach 22 Runs ausschied. Iyer verlor sein Wicket nach einem Half-Century 67 Runs und zum Abschluss konnte Mohammed Shami ungeschlagene 19* Runs erzielen, bevor Indien mit einem Vorsprung von 447 Runs deklarierte. Beste sri-lankische Bowler waren Praveen Jayawickrama mit 4 Wickets für 78 Runs und Lasith Embuldeniya mit 3 Wickets für 87 Runs. Bis zum Ende des Tages konnten Kapitän Dimuth Karunaratne und Kusal Mendis eine Partnerschaft etablieren, die beim Stand von 28/1 unterbrochen wurde. Am dritten Tag verlor Mendis nach einem Half-Century über 54 Runs sein Wicket. Neben Karunaratne konnte Niroshan Dickwella noch 12 Runs erzielen, bevor auch Karunaratne nach einem Century über 107 Runs aus 174 Bällen ausschied. Im 60. Over fiel dann das letzte Wicket und die Niederlage Sri Lankas stand fest. Beste Bowler für Indien waren Ravichandran Ashwin mit 4 Wickets für 55 Runs und Jasprit Bumrah mit 3 Wickets für 23 Runs. Als Spieler des Spiels wurde Shreyas Iyer ausgezeichnet.

## Auszeichnungen

### Player of the Series
Als Player of the Series wurden der folgende Spieler ausgezeichnet.
| Serie   | Player of the Series |
| ------- | -------------------- |
| Test    | Rishabh Pant         |
| Tweny20 | Shreyas Iyer         |

### Player of the Match
Als Player of the Match wurden die folgenden Spieler ausgezeichnet.
| Spiel       | Player of the Match |
| ----------- | ------------------- |
| 1. Test     | Ravindra Jadeja     |
| 2. Test     | Shreyas Iyer        |
| 1. Twenty20 | Ishan Kishan        |
| 2. Twenty20 | Shreyas Iyer        |
| 3. Twenty20 | Shreyas Iyer        |